# Dakota City, Nebraska
Dakota City är administrativ huvudort i Dakota County i delstaten Nebraska. Enligt 2010 års folkräkning hade Dakota City 1 919 invånare.